# Viega

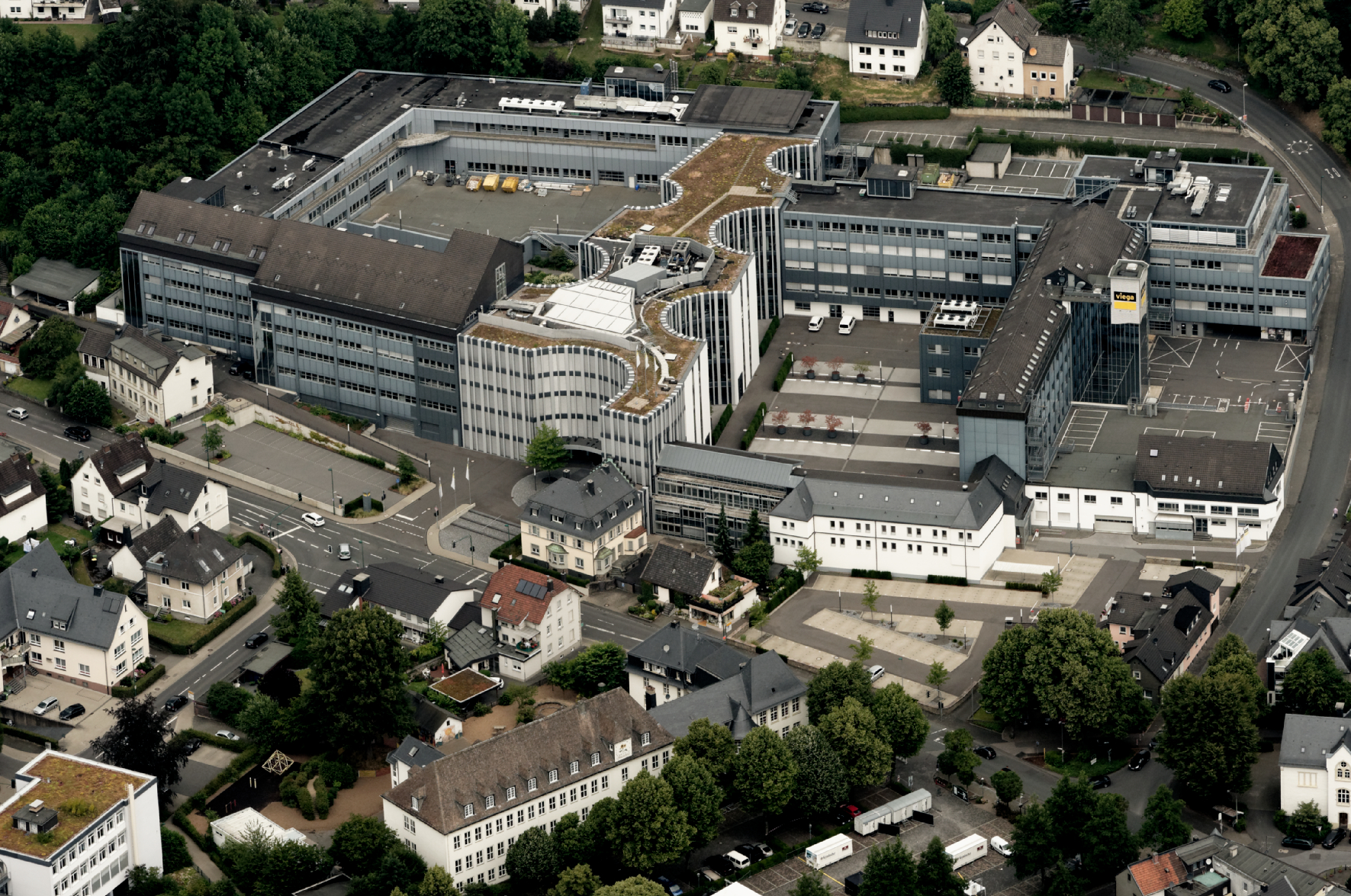
Der Stammsitz von Viega in Attendorn

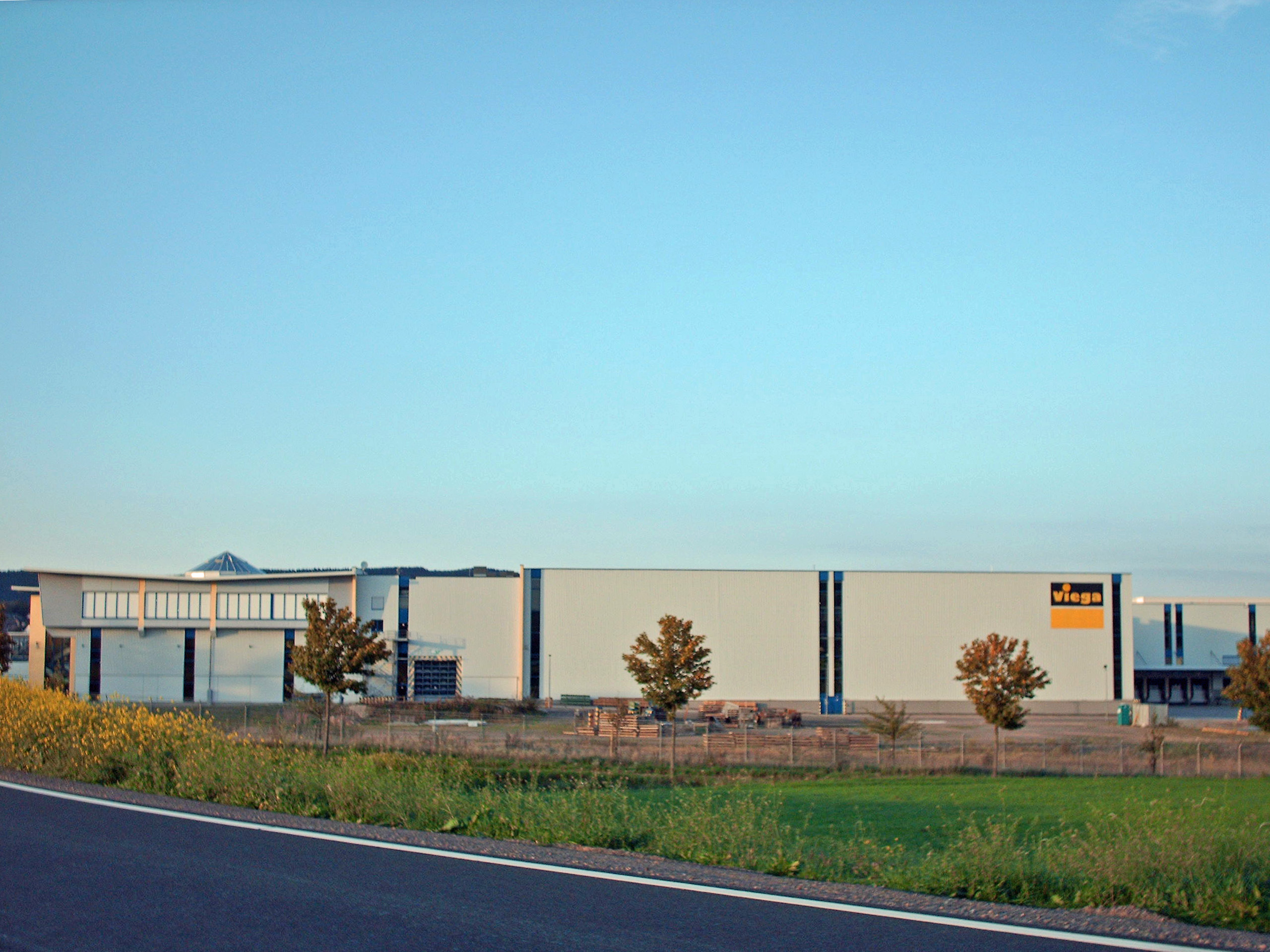
Das Zweigwerk in Attendorn-Ennest

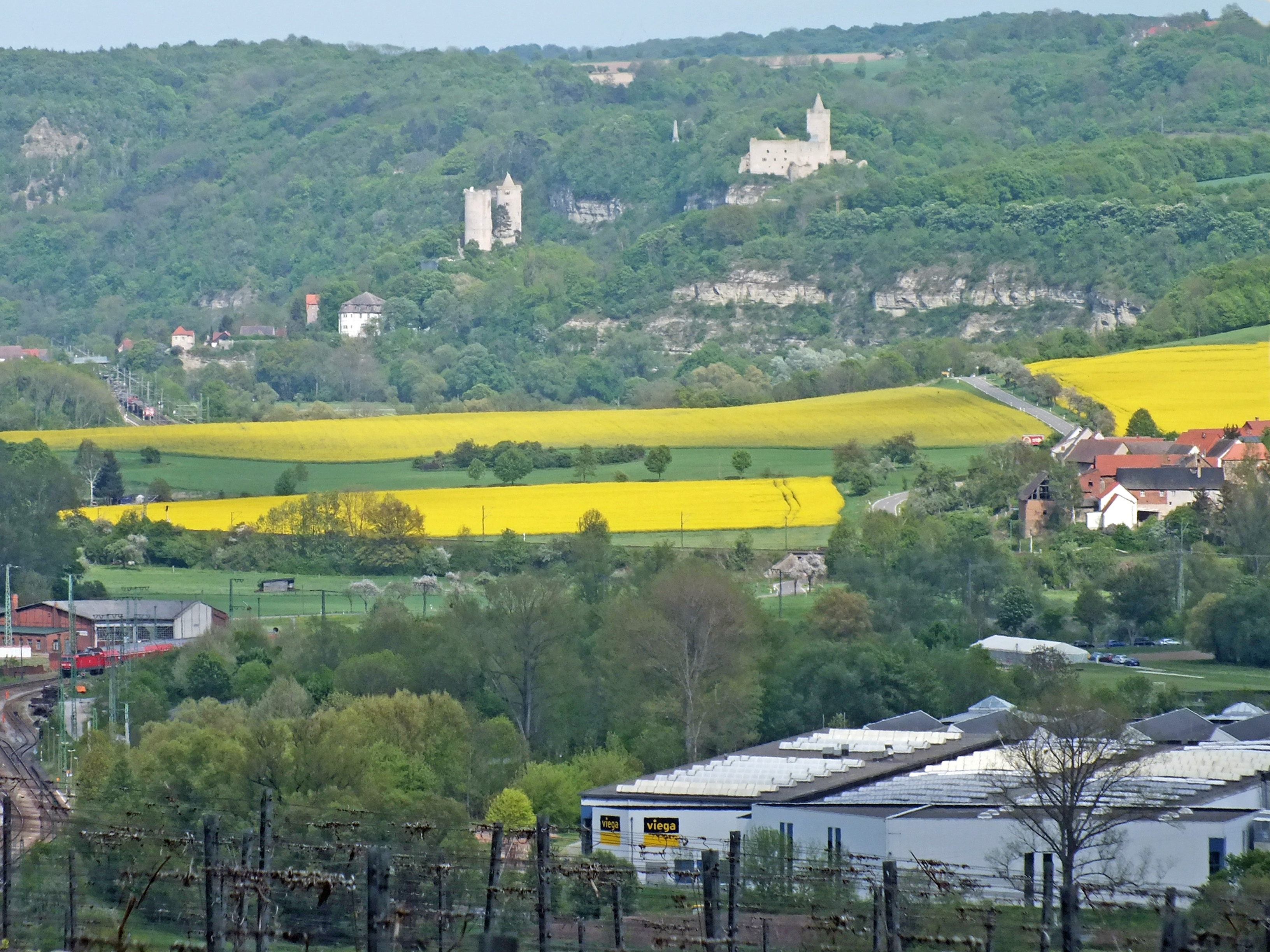
Teil des Zweigwerkes in Großheringen (unten rechts)

Die Viega Holding GmbH & Co. KG ist die Konzern-Obergesellschaft des Viega-Konzerns, einem Hersteller von Sanitär- und Heizungstechnik mit Sitz in Attendorn. Bekanntestes Unternehmen ist die Viega GmbH & Co. KG ebenfalls mit Sitz in Attendorn. Die mitbestimmungstaktischen Unternehmenssitze befinden sich im österreichischen Seewalchen am Attersee und im niederländischen Naarden.
Der Konzern befindet sich vollständig im Besitz der Familie Viegener.

## Geschichte
1899 gründete Franz-Anselm Viegener das Unternehmen in Attendorn. Zuerst verkaufte er Bier-Armaturen aus Messing. Kunden waren Brauereien und Gaststätten. 1910 begann die Fertigung von Produkten für die Sanitär- und Heizungsinstallation. Im Jahr 1963 ging das erste Zweigwerk in Lennestadt-Elspe in Betrieb. Am Standort Attendorn-Ennest investierte das Unternehmen 1988 in eine leistungsfähige Rotguss-Gießerei. 1992 folgte die Eröffnung einer Produktionsstätte in Großheringen, 2004 der Kauf der Metallwerke Otto Dingerkus, Attendorn, und 2006 die Übernahme der Unternehmensgruppe Vanguard in den USA. Im selben Jahr wurde ein neues Fertigungszentrum am Standort Attendorn-Ennest eröffnet.
Im September 2006 hat die EU-Kommission gegen 30 kupferverarbeitende Unternehmen im Produktbereich Kupfer-Fittings Bußgelder wegen illegaler Preisabsprachen verhängt. Die Kommission stellte fest, dass Viega von 1988 bis 2004 an einem illegalen Wirtschaftskartell bezüglich Preisabsprachen, Rabattvereinbarungen und Festlegung von Preisuntergrenzen beteiligt war. Des Weiteren wurden Kunden aufgeteilt und untereinander wichtige und vertrauliche Geschäftsinformationen ausgetauscht. Das verhängte Bußgeld für Viega betrug 54,292 Millionen Euro.
2007 übernahm das Unternehmen die gabo Systemtechnik GmbH in Niederwinkling. 2009 folgte der Neubau einer Produktionsstätte in Niederwinkling. Im selben Jahr weihte das Unternehmen ein neues Werk in McPherson im US-Bundesstaat Kansas ein. Seit 2011 gehört die Oblamatik AG Chur, Schweiz, zur Unternehmensgruppe. Im Jahr 2013 beteiligte sich Viega an der Gründung des Joint Venture Jiangsu Jinyang Viega Plumbing Systems Co., Ltd. in Wuxi, China. In Wuxi werden Rohrleitungssysteme aus Edelstahl für den chinesischen Markt gefertigt. Ende 2017 wurde ein Werk im indischen Sanand in Betrieb genommen.
In der zweiten Hälfte der 2010er Jahre wurden aber auch die Produktionsstätten in Deutschland deutlich erweitert: Ende 2016 wurde eine neue Halle in Elspe in Betrieb genommen, ein Jahr später entstand eine neue Produktionshalle in Ennest. In der Verwaltung im Attendorner Stadtzentrum wurden zeitgleich Büroflächen für 200 neue Mitarbeiter geschaffen. Mit der „Viega-World“ entstand 2018 wiederum in Ennest ein Seminarzentrum, in dem jährlich rund 10.000 Besucher für Viega-Produkte geschult werden.

## Produkte
Die Viega-Produktpalette besteht aus über 17.000 Produkten aus den Produktbereichen Sanitär- und Heizungssysteme, Rohrleitungssysteme, Verbindungstechnik, Vorwandtechnik und Entwässerungstechnik. Nach eigenen Angaben ist das Unternehmen Weltmarktführer in der Pressverbindungstechnik. 1995 brachte Viega als erster Hersteller die Pressverbindungstechnik für Kupfer auf den Markt. Mittlerweile bietet das Unternehmen Pressverbinder aus verschiedenen Werkstoffen wie Kupfer, Rotguss, Edelstahl und Stahl für verschiedene Medien an (beispielsweise Trinkwasser, Heizwasser, Gas, Druckluft, ölhaltige Medien oder Kühlwasser). Diese werden in Gebäuden, in Produktionsanlagen, in Schiffen und auch im Erdreich zur Verlegung von Versorgungsleitungen verbaut und unter den Marken Profipress, Megapress, Prestabo, Sanpress, Inox, Raxofix, und Geopress vertrieben.
Daneben gehören Systeme für die Flächenheizung für Boden und Wand zum Programm. Für die Installation von WCs, Bidets und Urinalen produziert das Unternehmen verschiedene Vorwandelemente für den Nass- und Trockenbau. Im Produktbereich Entwässerungstechnik liegt der Schwerpunkt auf Abläufen für Bade- und Duschwannen, Waschtische und Bidets, Spülen und Ausgüsse, WCs und Urinale sowie Duschrinnen, Bad- und Bodenabläufe.
Pressverbinder von Viega sind unter anderem in der Elbphilharmonie in Hamburg, in Fußballstadien wie der Allianz Arena in München und dem Signal Iduna Park in Dortmund, im US-Verteidigungsministerium Pentagon sowie in der Freiheitsstatue verbaut.

## Standorte
Sitz der Verwaltung ist in Attendorn im südlichen Sauerland. Sitz der US-amerikanischen Tochter ist Broomfield (Colorado). Produziert wird in den Werken in Lennestadt-Elspe, Attendorn-Ennest, im thüringischen Großheringen, im bayerischen Niederwinkling, in McPherson (Kansas, USA) und in Sanand (Indien). Zur Viega Gruppe gehört die Oblamatik AG in Chur, Schweiz. Außerdem ist Viega an dem Joint Venture Jiangsu Jinyang Viega Plumbing Systems Co., Ltd. (Wuxi, China) beteiligt.

## Preise und Auszeichnungen
Produkte des Unternehmens sind mit einer Reihe von internationalen Designpreisen ausgezeichnet worden, darunter der Red Dot Design Award, der IF Design Award, der German Design Award, der Design Plus Preis sowie Focus Open. Die Firmeninhaber erhielten 2014 den Thüringer Verdienstorden. Daneben erhielt das Unternehmen Ehrungen für das Ausbildungsengagement.